# Der Schmetterling
Der Schmetterling ist ein französischer Spielfilm von Philippe Muyl aus dem Jahr 2002.

## Handlung
Der alte Julien lebt seit vielen Jahren allein und zurückgezogen in einer Wohnung in Paris. Neben seinen Katzen sind es vor allem die Schmetterlinge, die sein Leben bestimmen. Er sammelt sie in Schaukästen, lässt sich jedoch auch Larven zuschicken, die er in seiner Wohnung schlüpfen lässt. Ein ganzes Zimmer hat er in eine Oase für lebende Schmetterlinge umgewandelt. Eine neue Larvenlieferung enthält auch einen nicht näher benannten Nachtfalter; um alle kümmert sich Julien. Eines Tages ziehen in seinem Haus eine Mutter und ihre neunjährige Tochter Elsa ein. Elsa liebt das Basketballspiel und bringt Julien mit ihrem Ballspiellärm um den Nachtschlaf. Er kümmert sich dennoch um sie, als ihre Mutter sie augenscheinlich nicht von der Schule abgeholt hat und Elsa daher ihren Nachmittag wartend in einem Café verbringt. Julien nimmt sie mit in seine Wohnung und zeigt ihr seine Schmetterlinge. Als sie trotz Verbotes in das Schmetterlingszimmer geht und die Falter daraufhin durch die ganze Wohnung und sogar das Treppenhaus fliegen, wirft Julien sie erbost hinaus.
Julien ist besonders interessiert in einem seltenen Schmetterling, der dämmerungsaktiven Isabelle. Er begibt sich spontan auf die Reise, wenn er einen guten Tipp bekommt über ein bestimmtes Tal, wo die Isabelle gerade zu finden wäre. Er ist schon ein gutes Stück gefahren, wenn er bei einer Rast merkt, dass sich Elsa in seinem Wagen versteckt hat. Sie möchte mit ihm kommen, hat sie als Stadtkind doch noch nie die Natur erlebt. Umkehren möchte Julien nicht, weil die Saison für den Falter nur sehr kurz ist. Elsa gibt Julien eine falsche Telefonnummer, sodass er ihre Mutter nicht benachrichtigen kann. Die hatte Elsa zuvor mal wieder nicht von der Schule abgeholt; es wird deutlich, dass ihre Mutter, die die Tochter im Alter von 16 Jahren bekommen hat, ihr Kind häufig allein lässt und Elsa daher sogar zeitweise im Heim lebte. Julien verwirft am Ende seinen Plan, Elsa bei einer Polizeidienststelle abzugeben, und nimmt das Mädchen mit auf seine Suche. Er kauft ihr passende Kleidung und beide gehen auf die Wanderung. Elsa erweist sich als wissbegierig, überfordert mit ihrer ständig redenden Art und ihrem Game-Boy-Spiel jedoch auch den ruheliebenden Julien. Sie wiederum stört es, dass er gelegentlich mit seinem Handy telefoniert – sie entfernt heimlich den Chip und sorgt so auch dafür, dass die auf das Verschwinden Elsas aufmerksam gewordene Polizei Juliens Handy nicht orten kann. Elsa weiß, dass sie gesucht wird, hat sie doch einen entsprechenden Artikel in einer Zeitung gesehen.
Julien und Elsa beobachten ein Reh, das vor ihren Augen von einem Wilderer erschossen wird. Julien flucht darüber und erklärt Elsa, warum Wilderer keine guten Menschen sind. Elsa wiederum muss erkennen, dass Julien die gefangenen Schmetterlinge ebenfalls tötet. Sie beschimpft ihn als Wilderer und weigert sich, weiterzugehen. Erst nach einiger Zeit zeigt sie sich versöhnt. Beide erreichen schließlich eine Gegend, in der Isabelle vorkommen soll. Julien baut seine Fangvorrichtung in Form eines gespannten und beleuchteten Tuchs auf. Am nächsten Tag werden beide von einem Gewitter überrascht und kommen in der Hütte einer Familie am Ende des Tals unter. Elsa hört hier, wie Julien dem Inhaber sein Interesse für Schmetterlinge erklärt. Er hatte einen Sohn, der schwer depressiv wurde und sich für Schmetterlinge zu begeistern begann. Er bat seinen Vater darum, für ihn einen Isabelle-Schmetterling zu fangen. Mehrere Jahre war Julien glücklos; sein Sohn nahm sich das Leben.
Elsa und Julien kehren zu ihrem Zelt zurück und Julien sieht am Abend einen Isabelle-Schmetterling auf dem Tuch sitzen. Begeistert ruft er Elsa herbei, die die Vorrichtung jedoch versehentlich umstößt – der Schmetterling fliegt fort. Julien reagiert wütend, sodass sich Elsa weigert, am Abend ins Zelt zu kommen. Am nächsten Tag ist sie verschwunden; durch ihr Rufen findet Julien die tiefe Höhle, in die sie hinabgestürzt ist. Er kann sie nicht befreien und wendet sich an die nächste Gendarmerie. Hier erkennt man in ihm den Mann, der als Entführer Elsas gilt. Julien wird verhaftet und Elsa aus der Höhle befreit. Der Sachverhalt wird geklärt und Julien kommt frei. Er macht Elsas Mutter deutlich, wie sehr sie ihre Tochter vernachlässigt hat, und sorgt dafür, dass sich Mutter und Tochter einander annähern. Die Schmetterlingslarven entwickeln sich unterdessen weiter und Elsa und er beobachten schließlich, wie die Schmetterlinge schlüpfen. Der unbekannte Nachtfalter erweist sich dabei als Isabelle-Schmetterling. Julien und Elsa lassen den Schmetterling später frei und Elsa verrät Julien, dass auch ihre Mutter Isabelle heißt.

## Produktion
Die Idee zum Film Der Schmetterling entwickelte Regisseur und Drehbuchautor Philippe Muyl in zwei Jahren. Ursprung war sein Besuch einer Webseite über Schmetterlinge und der ungewöhnliche Name Isabelle für eine Schmetterlingsart. Der Film wurde unter anderem in Paris, im Parc naturel régional du Vercors sowie in den Parks von Ecrins und Queyras gedreht. Die Kostüme schufen Françoise Dubois und Sylvie de Segonzac, die Filmbauten stammen von Nikos Meletopoulos. Michel Serrault und Claire Bouanich singen im Film das Lied Le papillon. Es war das Leinwanddebüt für Claire Bouanich, die zum Zeitpunkt der Dreharbeiten etwa so alt wie die von ihr dargestellte Elsa war. Ihr Vater Jacques Bouanich ist in der Rolle eines Familienvaters zu sehen.
Der Schmetterling lief am 18. Dezember 2002 in den französischen Kinos an, wo er von rund 887.000 Zuschauern gesehen wurde. In Deutschland kam der Film am 11. März 2004 in die Kinos und wurde am 29. November 2004 auf DVD veröffentlicht.

## Synchronisation
| Rolle  | Darsteller      | Synchronsprecher |
| ------ | --------------- | ---------------- |
| Julian | Michel Serrault | Peter Fitz       |
| Elsa   | Claire Bouanich | Lara Wurmer      |

## Kritik
Für den film-dienst war Der Schmetterling eine „kleine Geschichte, aus der sich ein poetischer, psychologisch einfühlsamer Familienfilm mit tief empfundenen Wahrheiten über die existenziell notwendige Nähe zu anderen Menschen entwickelt“ „Sensibel und voller Poesie: Diese Freundschaft zwischen Alt und Jung ist ein kleines Filmwunder“, befand Cinema. „Amüsant, anrührend und beschwingt wie die Schmetterlinge […] lässt dieser phantasievoll verschrobene Abenteuerfilm eine Frühlingsbrise über die Leinwand wehen“, schrieb Der Spiegel.